# Distrito de Cabo Haitiano
El distrito de Cabo Haitiano (en francés arrondissement de Cap-Haïtien; y en criollo haitiano: awondisman Kap Ayisyen) es una división administrativa haitiana, que está situada en el departamento de Norte.

## División territorial
Está formado por el reagrupamiento de tres comunas:
- Cabo Haitiano
- Limonada
- Quartier-Morin